# 宮澤節生
宮澤節生（みやざわ せつお、1947年5月5日 - ）は、日本の法学者。カリフォルニア大学ヘイスティングス・ロー・スクール教授。神戸大学名誉教授。学位は、法学博士（北海道大学・1987年）、Ph.D.（社会学博士）（イェール大学・1985年）。アジア法社会学会会長、アジア犯罪学会会長などを歴任。アメリカ犯罪学会国際犯罪学部門最優秀図書賞、アメリカ法社会学会国際学術賞受賞。日本での法科大学院制度の採用を強く唱えていた発起人ともなる人物。「宮沢節夫」とは別人。新潟県出身。

## 略歴
- 1966年北海道小樽潮陵高等学校卒業。
- 1970年北海道大学法学部卒業。
- 1972年北海道大学大学院法学研究科刑事法専攻修士課程修了。北海道大学法学部助手。
- 1977年イエール大学大学院社会学修士課程修了（M.A.）。
- 1979年イエール大学に留学（～1981年）。
- 1979年北海道大学法学部専任講師。（法学を担当）。
- 1981年北海道大学法学部助教授。（法学を担当）。
- 1983年神戸大学法学部教授（法社会学などを担当）。
- 1985年イエール大学より社会学博士（Ph.D.）の学位を取得。
- 1987年北海道大学より法学博士の学位を取得。
- 1993年11月最優秀図書賞受賞。
- 2001年早稲田大学法学部教授（法政策論などを担当）[2]。神戸大学名誉教授。
- 2005年大宮法科大学院大学副学長に就任（刑事学などを担当）。
- 2007年青山学院大学法科大学院教授（法曹倫理などを担当）（-2017年）。
- 2013年カリフォルニア大学ヘイスティングス・ロー・スクール教授に就任[3]。
- 2015年アメリカ法社会学会国際賞受賞[4]。
- 2016年早稲田大学大学院法務研究科教授[5]。
- 2016年 アジア法社会学会会長（-2017年）[3]
- 2017年10月よりカリフォルニア大学ヘイスティング・ロースクール客員教授
- 2018年 アジア犯罪学会会長[6]、龍谷大学犯罪学研究センター客員研究員[3]

## 専門分野
法社会学・組織社会学・現代弁護士論・法曹論・刑事学など多岐に渡るが、特に犯罪社会学が専門。なお、日本のロースクール制度には肯定的立場をとる。

## 受賞
- アメリカ犯罪学会国際犯罪学部門最優秀図書賞 1993年[3]
- アメリカ法社会学会国際学術賞 2014年[3]

## 恩師
北海道大学では小暮得雄に師事し、イエール大学では、アルバート・J・リースに薫陶を受けた。

## 主著
- 『犯罪捜査をめぐる第一線刑事の意識と行動 : 組織内統制への認識と反応』（成文堂、1985年）
- 『海外進出企業の法務組織』（学陽書房、1987年）
- 木佐茂男・佐藤鉄男ほか『テキストブック現代司法』（日本評論社、1992年初版・2015年第6版）
- 『法過程のリアリティ : 法社会学フィールドノート』（信山社出版、1994年）
- 司法制度懇話会編『21世紀司法への提言』（日本評論社、1998年）
- 塚原英治・宮川光治と共編『法曹の倫理と責任 : プロブレムブック』（現代人文社、2004年初版・2007年第2版）
- 菊田幸一・西村春夫と共編『社会のなかの刑事司法と犯罪者』（日本評論社、2007年）
- 武蔵勝宏ほか『ブリッジブック法システム入門』（信山社出版、2008年初版・2018年第4版）

この他、訳書など多数。